# Getter Robot
Getta Robot (ゲッターロボ?, Gettā Robo), inizialmente trasmessa in Italia come Space Robot, è una serie televisiva anime in 51 episodi, realizzata nel 1974 da Toei Animation su soggetto di Gō Nagai, che nello stesso anno, con la collaborazione di Ken Ishikawa, ne trasse anche un manga (in italiano intitolato Getter Robot). Getter Robot è stato il primo robot componibile e trasformabile. Il nome stesso del robot ricorda tale caratteristica (in giapponese la parola "gattai" significa "unione"). Getter Robot ebbe un certo successo e alla prima serie (animata e a fumetti) ne fecero seguito numerose altre.

## Trama
Mentre sta studiando le peculiarità dei misteriosi Raggi Getter per usarli come fonte di energia, il Professor Saotome si rende conto che la Terra è in gravissimo pericolo. Il popolo del Regno dei Dinosauri, rimasto in ibernazione nel sottosuolo sin dal Mesozoico, si sta risvegliando e si prepara e riconquistare il pianeta che un tempo gli apparteneva. Saotome quindi costruisce un robot componibile, il Getter Robot, e si mette alla ricerca di tre piloti in grado di utilizzarne a pieno le tre diverse configurazioni, per combattere in aria, terra e acqua. Dopo la morte in battaglia del primo equipaggio, di cui era comandante il figlio del professore, alla fine sono scelti i giovani Ryoma Nagare, Hayato Jin e Musashi Tomoe; la figlia del professore, Michiru Saotome opera come pilota di un veicolo ausiliario. Con questa squadra il Getter Robot affronterà la minaccia venuta dal passato.

## Personaggi

### Protagonisti e comprimari
- Ryoma Nagare (流竜馬?, Nagare Ryōma): È il pilota della Get Machine Eagle e protagonista della serie; si trova spesso a bisticciare con Hayato, che non condivide alcuni dei suoi atteggiamenti e prese di posizione. Abile sportivo; il padre è un importante maestro di arti marziali.
- Hayato Jin (神隼人?, Jin Hayato): Un tipo solitario ed introverso, alto e con i capelli neri, porta una croce al collo in ricordo della madre defunta e suona l'armonica. È un buon calciatore e alpinista. Del terzetto è quello che riesce maggiormente a mantenere nervi saldi e chiarezza mentale durante il pericolo; è il pilota della Get Machine Jaguar.
- Musashi Tomoe (巴武蔵?, Tomoe Musashi): Il più basso e grosso del gruppo, capitano del club di judo locale, è il pilota della Get Machine Bear. Prova un forte sentimento romantico nei confronti di Michiru, in costante competizione con Monji, suo rivale in amore. Si sacrificherà per salvare la Terra.
- Dottor Saotome (早乙女博士?, Saotome hakase): Trasandato direttore dell'istituto Saotome, creatore dei Getter Robot e primo scienziato ad aver studiato i raggi Getter. Padre di Michiru, Genki e Tatsuhito; Indossa un camice bianco ed un paio di zoccoli.
- Michiru Saotome (早乙女ミチル?, Saotome Michiru): Figlia del professor Saotome, guida la Command Machine, velivolo supporter per Getter Robot. Michiru ha un carattere volitivo ed esegue con perizia i rifornimenti in volo dei robot.
- Genki Saotome (早乙女元気?, Saotome Genki): Fratellino di Michiru, indossa sempre un berrettino appoggiato di lato.
- Monji Okare (大枯文次?, Monji Ōgarashi): Eccentrico inventore, ha un robot rosso (chiamato Asataro) come assistente. Vive in una baracca in cima alla montagna assieme a un suo seguace, Joho; corpulento e forzuto, ribelle ed insofferente ai successi del team Getter.
- Joho (ジョーホー?, Jōhō): Un piccoletto pelato ed occhialuto, amico combina guai di Musashi, diventa presto discepolo di Monji.
- Asataro (浅太郎?, Asatarō): Goffo robot creato da Monji perché gli faccia da assistente.
- Kazuko Saotome (早乙女 和子?, Saotome Kazuko): Moglie del professore, vive nelle vicinanze del laboratorio accudendo la famiglia.
- Asuka Jin (神明日香?, Jin Asuka): Sorella di Hayato.
- Ichiwa Nagare (流 一岩?, Nagare Ichiwa): Padre di Ryo, vive in una piccola cittadina dove guida la locale palestra di arti marziali.
- Take Tomoe (巴タケ?, Tomoe Take): La corpulenta genitrice di Musashi.

### Avversari
- Grande Diavolo Uller (大魔神ユラー?, Dai majin Yurā)
- Imperatore Gol (帝王ゴール?, Teiō Gōru)
- Generale Bat (バット将軍?, Batto shōgun)
- Ministro Galek (ガレリイ長官?, Garerii chōkan)
- Principessa Gora/Miyuki Saotome (早乙女ミユキ?, Saotome Miyuki) principessa dei dinosauri e  pilota del Getter Q, versione femminile del Getter robot. Gora è in grado di assumere un aspetto umano; da piccola era stata abbandonata presso il dr Saotome e allevata come sua figlia, col nome di Miyuki. Ne aveva approfittato per rubare i progetti del robot, per usarli contro i terrestri. Alla fine però la principessa preferisce morire piuttosto che combattere contro la sua famiglia adottiva.

## Distribuzione

### Edizione italiana
La serie animata è stata trasmessa in Italia con il titolo di Space Robot (mentre il mecha veniva chiamato "Getta Robot"). Durante il primo passaggio televisivo vennero trasmessi solo 39 episodi sui 51 totali. In seguito Yamato Video ha pubblicato l'intera serie in DVD includendo anche gli episodi mancanti per la prima volta doppiati in italiano che in seguito sono stati trasmessi sul canale TV Man-ga.

## Doppiaggio
| Personaggi                                         | Giapponese     | Italiano                                                                   |
| -------------------------------------------------- | -------------- | -------------------------------------------------------------------------- |
| Ryo (流竜馬 - Nagare Ryōma)                        | Akira Kamiya   | Romano Malaspina (ep. 1-39) Massimiliano Virgilii (ep. 40-51)              |
| Hayato Jin (神 隼人 - Jin Hayato)                  | Keaton Yamada  | Massimo Rossi (ep. 1-26) Luciano Roffi (ep- 27-39) Loris Loddi (ep. 40-51) |
| Musashi Tomoe (巴武蔵 - Tomoe Musashi)             | Toku Nishio    | Enzo Consoli (ep. 1-39) Stefano Alessandroni (40-51)                       |
| Michiru Saotome (ミチル 早乙女 Saotome Michiru)    | Rihoko Yoshida | Laura Boccanera (ep. 1-39) Ilaria Latini (40-51)                           |
| Genki Saotome (早乙女 元気 - Saotome Genki)        | Hiroko Kikuchi | Fabrizio Vidale (ep. 1-39) Mattia Fabiano (40-51)                          |
| Dott. Saotome (早乙女博士 - Professor Saotome)     | Kousei Tomita  | Diego Reggente                                                             |
| Imperatore Gaul (ゴレ 帝王 - Imperatore Gore)      | Kenji Utsumi   | Vittorio Di Prima (ep. 1-39) Massimo Lodolo (40-51)                        |
| Ministro Galek (? - Direttore Galilei)             | Shunji Yamada  | Diego Michelotti (ep. 14-39) Claudio De Davide (40-51)                     |
| Generale Bad (バット将軍 - Generale Bat)           | Kenichi Ogata  | Guido De Salvi (ep. 14-39) Dario Oppido (40-51)                            |
| Monji (文字 - Monji)                               | Yada Koji      | Giorgio Locuratolo (ep. 1-39) Alberto Bognanni (40-51)                     |
| Jo (上 - Joho)                                     | Tomita Kosei   | Roberto Del Giudice (ep. 1-39) Luigi Scribani (40-51)                      |
| Grande Diavolo Uller (大魔人ユラ - Daimajin Yuraa) |                | Giorgio Locuratolo (ep. 1-39) Alessandro Rossi (40-51)                     |

## Episodi
| Nº | Titolo italiano Giapponese 「Kanji」 - Rōmaji                                                            | In onda           | In onda |
| Nº | Titolo italiano Giapponese 「Kanji」 - Rōmaji                                                            | Giapponese        |         |
| 1  | Lanciate Getta Robot 「無敵! ゲッターロボ発進」 - Muteki! gettarobo hasshin                              | 4 aprile 1974     |         |
| 2  | Battaglia contro i feroci Mecha Zhauls 「決戦! 三大メカザウルス」 - Kessen! sandai mekazaurusu           | 11 aprile 1974    |         |
| 3  | Le grandi manovre del Regno dei Dinosauri 「恐竜帝国 レインボー作戦」 - Kyōryū teikoku reinbō sakusen    | 18 aprile 1974    |         |
| 4  | Guardando la Croce del Sud 「燃ゆる血潮の 南十字星」 - Moyu ru chishio no minamijūjisei                  | 25 aprile 1974    |         |
| 5  | Colpisci il dinosauro 「闇をつらぬけ ゲッターチーム」 - Yami wotsuranuke gettachimu                      | 2 maggio 1974     |         |
| 6  | Grande Jack Tokyo 「恐竜! 東京ジャック作戦」 - Kyōryū! tōkyō jakku sakusen                               | 9 maggio 1974     |         |
| 7  | Getta Robot all'opera 「悪を許すな 突撃ラッパ」 - Aku wo yurusu na totsugeki rappa                       | 16 maggio 1974    |         |
| 8  | Il momento critico di Getta Robot 「危機一髪 ゲッター2(ツー)」 - Kikiippatsu getta 2 (tsū)               | 23 maggio 1974    |         |
| 9  | Il glorioso capitano Rador 「栄光の キャプテンラドラ」 - Eikō no kyaputenradora                          | 30 maggio 1974    |         |
| 10 | Getta 3 tenta il tutto per tutto 「急降下! ゲッター3は行く」 - Kyūkōka! getta 3 ha iku                   | 6 giugno 1974     |         |
| 11 | Combattimento mortale 「激突! ドリル対ドリル」 - Gekitotsu! doriru tsui doriru                           | 13 giugno 1974    |         |
| 12 | L'urlo di Uru 「吠える! 不死身のウル」 - Hoe ru! fujimi no uru                                           | 20 giugno 1974    |         |
| 13 | Il colpo segreto 「一本勝負! 大雪山おろし」 - Ippon shōbu! daisetsuzan oroshi                            | 27 giugno 1974    |         |
| 14 | Scacco alla vita nel cielo di Crimson 「紅の空に 命を賭けろ!!」 - Kurenai no sora ni inochi wo kake ro!! | 4 luglio 1974     |         |
| 15 | Ballata per Yuko 「悠子に捧げる バラード」 - Yūko ni sasage ru barado                                    | 11 luglio 1974    |         |
| 16 | Caccia all'Impero dei Dinosauri 「恐竜帝国の 謎を追え」 - Kyōryū teikoku no nazo wo oe                   | 18 luglio 1974    |         |
| 17 | I "senza paura" del Regno dei Dinosauri 「狙われた 設計図」 - Nerawa reta sekkeizu                       | 25 luglio 1974    |         |
| 18 | Attentato aereo 「恐竜帝国の すごい奴」 - Kyōryū teikoku no sugoi yatsu                                  | 1º agosto 1974    |         |
| 19 | Lo scopo finale di Ryo 「リョウ 最後の出撃!」 - Ryō saigo no shutsugeki!                                 | 8 agosto 1974     |         |
| 20 | Il grande raid aereo 「大空襲! 突然の恐怖」 - Oozora shū! totsuzen no kyōfu                              | 15 agosto 1974    |         |
| 21 | Il cowboy del cielo 「アメリカから 来たロボット」 - Amerika kara kita robotto                            | 22 agosto 1974    |         |
| 22 | La tragedia di Getta D 「悲劇の ゲッターQ(クイーン)」 - Higeki no getta Q (kuin)                         | 29 agosto 1974    |         |
| 23 | La grande invenzione 「浅間山の 大発明狂」 - Asamayama no daihatsumei kyō                                | 5 settembre 1974  |         |
| 24 | Tavac 「大要塞に 向って撃て」 - Daiyōsai ni mutte ute                                                    | 12 settembre 1974 |         |
| 25 | Atterraggio nel tifone 「合体! 風速100メートル」 - Gattai! fūsoku 100 metoru                             | 19 settembre 1974 |         |
| 26 | Alla conquista della Terra 「帝王ゴール 大噴火作戦」 - Teiō gōru dai funka sakusen                       | 26 settembre 1974 |         |
| 27 | La collera di Uller 「大魔人ユラーの怒り」 - Daimajin yura no ikari                                      | 3 ottobre 1974    |         |
| 28 | L'attacco del Trio Dinosauro 「襲撃! 地竜族三人衆」 - Shūgeki! chi ryū zoku sannin shū                   | 10 ottobre 1974   |         |
| 29 | Diluvio infernale 「洪水地獄の死闘」 - Kōzui jigoku no shitō                                             | 17 ottobre 1974   |         |
| 30 | Volo cieco 「不死鳥(フェニックス)の 甦る時」 - Fushichō (fenikkusu) no yomigaeru toki                    | 24 ottobre 1974   |         |
| 31 | Entra in azione Hayato 「危機!ハヤトよ 立ち上がれ」 - Kiki! hayato yo tachiaga re                        | 31 ottobre 1974   |         |
| 32 | La maledizione della sabbia rossa 「恐怖! 赤い霧の罠」 - Kyōfu! akai kiri no wana                        | 7 novembre 1974   |         |
| 33 | Impegno verso il cielo 「果てしなき 大空に誓う」 - Hate shinaki oozora ni chikau                         | 14 novembre 1974  |         |
| 34 | Le lacrime di Yunke 「女竜戦士ユンケの涙」 - Onna ryū senshi yunke no namida                             | 21 novembre 1974  |         |
| 35 | Il debole amore di Musashi 「ムサシ! 男はつらい」 - Musashi! otoko hatsurai                              | 28 novembre 1974  |         |
| 36 | Operazione Troy 「要塞撃滅! トロイ作戦」 - Yōsai gekimetsu! toroi sakusen                                | 5 dicembre 1974   |         |
| 37 | Colpite il professore 「悪の指令! 博士を狙え」 - Aku no shirei! hakase wo nerae                          | 12 dicembre 1974  |         |
| 38 | Fuga dal mare traditore 「魔の海からの脱出!!」 - Ma no umi karano dasshutsu!!                            | 19 dicembre 1974  |         |
| 39 | Lacrime al di là delle stelle 「悲しみは 流れ星の彼方に」 - Kanashimi ha nagareboshi no kanata ni        | 26 dicembre 1974  |         |
| 40 | Operazione «congelamento Giappone» 「日本列島 凍結作戦!」 - Nihonrettō tōketsu sakusen!                  | 9 gennaio 1975    |         |
| 41 | I bombardieri invisibili 「姿なき恐竜空爆隊」 - Sugata naki kyōryū kūbaku tai                            | 16 gennaio 1975   |         |
| 42 | Getta Robot verso il Polo Nord 「北極に進路をとれ!」 - Hokkyoku ni shinro wotore!                        | 6 marzo 1975      |         |
| 43 | Il furto del Getta Robot 「奪われたゲッターロボ」 - Ubawa reta gettarobo                                 | 13 marzo 1975     |         |
| 44 | La furia di Musashi 「ムサシ!怒りの海底」 - Musashi! ikari no kaitei                                     | 20 marzo 1975     |         |
| 45 | Fuga dal cimitero nello spazio 「脱出!宇宙の墓場」 - Dasshutsu! uchū no hakaba                           | 27 marzo 1975     |         |
| 46 | Invasione! 「恐るべき氷竜族の侵略」 - Osoru beki koori ryū zoku no shinryaku                             | 3 aprile 1975     |         |
| 47 | L'imperatore Gol esce in superficie 「帝王ゴール地上に現わる!」 - Teiō gōru chijō ni arawa ru!           | 10 aprile 1975    |         |
| 48 | Irruzione nell'Impero dei Dinosauri 「マグマの恐竜帝国へ突入!」 - Maguma no kyōryū teikoku he totsunyū!  | 17 aprile 1975    |         |
| 49 | Attacco all'Impero dei Dinosauri 「大爆発!くたばれ恐竜帝国」 - Daibakuhatsu! kutabare kyōryū teikoku     | 24 aprile 1975    |         |
| 50 | Contrattacco suicida 「帝王ゴール決死の猛反撃」 - Teiō gōru kesshi no mōhangeki                          | 1º maggio 1975    |         |
| 51 | La caduta dell’Impero dei Dinosauri 「恐竜帝国のほろびる日」 - Kyōryū teikoku nohorobiru nichi           | 8 maggio 1975     |         |

## Manga
Dell'anime esistono anche vari adattamenti a fumetti, tra cui il più famoso (e probabilmente il più importante) è anche il primo, quello ad opera di Gō Nagai alla sceneggiatura e Ken Ishikawa ai disegni. Questo manga è in larga parte differente dalla serie televisiva, benché ne mantenga inalterati i presupposti. Innanzitutto è decisamente più violento, ai limiti dello splatter, e poi è caratterizzato in modo più "adulto", ben lontano da alcune ingenuità della serie TV, come accaduto per altre produzioni cartacee di Nagai, Devilman in primis. Per esempio, Ryoma Nagare e Hayato Jin, piloti rispettivamente del Getter 1 e 2, sono dei veri e propri antieroi (Ryoma è un teppista ultraviolento, Hayato un terrorista) e vengono scelti da Saotome dopo averli selezionati in maniera quantomeno atipica (Ryoma, per esempio, deve affrontare dei killer per dimostrarsi all'altezza). Anche il finale della serie è differente, ed i nemici della serie successiva, Getter Robot G, vengono introdotti poco prima che Gool, l'Imperatore del Regno dei Dinosauri, venga ucciso.
In Italia il fumetto è stato prima pubblicato dalla Dynamic Italia nella collana Getter Saga, che si proponeva di rendere disponibile al pubblico italiano tutto quanto era stato pubblicato in Giappone a proposito di Getter Robot ed a cui aveva collaborato Ishikawa. Dato il fallimento della casa editrice, il progetto è stato "ereditato" dalla d/visual.
Sulla scia del successo dell'anime, Ken Ishikawa ha realizzato due serie minori, destinate ai bambini. Sono remake meno violenti della prima serie.

Esiste anche un manga disegnato da Gosaku Ota. Esso è una riduzione a fumetti della serie televisiva, quindi si discosta dal manga disegnato da Ishikawa su testi di Nagai e vi compaiono anche personaggi presenti nell'anime ma non nel primo manga, tra cui Monji col suo buffo robot Asataro.